# Agustín Sauto Arana
Agustín Sauto Arana, més conegut com a Bata, (Barakaldo, Biscaia, 11 de maig de 1908 - Valle de Trápaga-Trapagaran, Biscaia, 21 d'agost de 1986) fou un futbolista basc que jugava com a davanter. Va ser internacional amb la selecció espanyola en una ocasió.

## Biografia
Agustín Sauto fou conegut des de petit amb el sobrenom de Bata, ja que des de ben petit no es treia mai la bata confeccionada per la seva mare per mantenir la roba neta.
Després de jugar amb el Barakaldo Club de Fútbol fou contractat per l'Athletic Club de Bilbao l'any 1929, amb el qual debutà a Primera Divisió de la lliga espanyola de futbol. Amb l'equip basc guanyà 4 Lligues i 4 Copes, esdevenint, a més, el guanyador del Trofeu Pitxitxi l'any 1931 com a màxim realitzador de la temporada amb 27 gols.
Amb l'esclat de la Guerra Civil Espanyola Bata hagué de deixar el futbol i l'Athletic Club, amb el qual havia disputat 118 partits de Lliga en els quals havia marcat 108 gols. Un cop finalitzat el conflict armat, Bata tornà a jugar amb el Barakaldo Club de Fútbol fins que es retirà l'any 1943.
Bata tan sols fou internacional amb la selecció espanyola en una ocasió el 19 d'abril de 1931, a Bilbao, en el partit Espanya 0-0 Itàlia.

## Palmarès
- 4 Lligues espanyoles: 1930, 1931, 1934 i 1936 (Athletic Club)
- 4 Copes d'Espanya: 1930, 1931, 1932 i 1933 (Athletic Club)
- 1 Trofeu Pitxitxi: 1931 (Athletic Club)